# 丹 (阿列日省)
丹村（法語：Dun，法語發音：[dœ̃]）是法国阿列日省的一个市镇，位于该省中东部，属于帕米耶区。

## 地理
丹村（43°1'38"N, 1°47'57"E）面积41.41 平方千米，位于法国奧克西塔尼大區阿列日省，该省份为法国西南部内陆省份，西部和北部与上加龙省接壤，东临奥德省，东南至东比利牛斯省接壤，南与安道尔和西班牙接壤。
与丹村接壤的市镇（或旧市镇、城区）包括：布西尼亚克堡、贝塞、卡尔藏、卡尔拉德罗克福尔、库唐、略拉克、兰布拉萨克、普拉代特、圣瑞利安德格拉斯-卡普、图尔特罗勒、旺特纳克、维拉、维维耶斯。
丹村的时区为UTC+01:00、UTC+02:00（夏令时）。

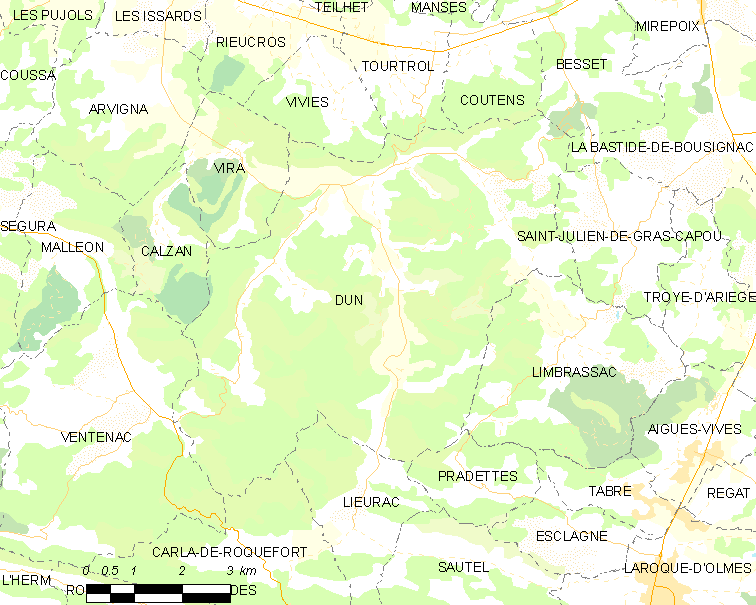
丹村的OSM定位图

## 行政
丹村的邮政编码为09600，INSEE市镇编码为09107。

## 政治
丹村所属的省级选区为米尔普瓦县。

## 人口

1962-2008年间丹村人口变化图示

丹村于2022年1月1日时的人口数量为650人。